# Acentroscelus albipes
Acentroscelus albipes es una especie de araña cangrejo del género Acentroscelus, familia Thomisidae. Fue descrita científicamente por Simon en 1886.

## Distribución
Esta especie se encuentra en Brasil.

## Tratamiento taxonómico
La especie aparece registrada y publicada en Espèces et genres nouveaux de la famille des Thomisisdae. Actes de la Société Linnéenne de Bordeaux 40: 167–187.